# Кенешев, Диас Ерикулы
Диас Ерикулы Кенешев (род. 31 марта 1985, Урджар, Восточно-Казахстанская область) — казахстанский биатлонист, участник зимних Олимпийских игр 2010 года и двух чемпионатов мира. Знаменосец команды Казахстана в Ванкувере. Лучшее достижение на этапах Кубка мира — 33-е место в индивидуальной гонке на чемпионате мира 2009 в Пхёнчхане. Обладатель «серебра» в спринте и «бронзы» в преследовании чемпионата мира 2008 года по летнему биатлону.

## Кубок мира
- 2008—2009 — 102-е место (8 очков)